# Dicranomyia bunyip
Dicranomyia bunyip là một loài ruồi trong họ Limoniidae. Chúng phân bố ở miền Australasia.